# Roman Kim (violinista)
Roman Kim   (Balkhash, 11 d'octubre de 1991) és un violinista, compositor i inventor kazakh.

## Biografia
Roman Kim va néixer a la República Socialista Soviètica de Kazakhstan dos mesos abans de la dissolució de la Unió Soviètica en una família d'origen tàrtar, belarús i coreà. Va rebre el seu primer violí als cinc anys i als set va guanyar els primers premis en concursos nacionals. Va estudiar a l'Escola Central de Música de Moscou del 2000 al 2008 amb Galina Turchaninova i va ser estudiant becat de la "Fundació Mstislav Rostropovich. Va guanyar el primer Concurs Internacional de Música Infantil de Rotary de Rússia el 2002. Va assistir a classes magistrals amb Maxim Vengerov, Midori Goto, Lewis Kaplan, Miriam Fried i Gidon Kremer.
El 2008, als 16 anys, Roman Kim va ser admès a la Universitat de Música de Colònia, on va estudiar amb Víktor Tretiakov. El 2012 va guanyar el primer premi de la 28a "Valsesia Musica" a Itàlia. Com a guanyador del Concurs Internacional de Música de Colònia (2011), va tocar amb la WDR Radio Orchestra de Colònia. Kim toca un violí de Giuseppe Guarneri (Cremona, 1695), propietat de la "Deutsche Stiftung Musikleben Foundation". "Els meus professors més importants van ser la instructora del Conservatori Estatal de Moscou Galina Turchaninova i Víktor Tretiakov", diu Kim. "Turchaninova em va donar una base tècnica meravellosa i Tretyakov em va afectar molt musicalment ". Kim s'especialitza en concerts per a violí del període romàntic i obres virtuoses per a violí. Kim ha estudiat a fons les tècniques d'arc i dits del llegendari violinista Paganini i, com Paganini, ha creat nous arranjaments per a diverses obres musicals. Kim també ha afirmat que Jimi Hendrix és una altra font d'inspiració per a ell. La versió de Kim de "Air on a G String" de Bach li va portar el reconeixement internacional el 2011 i s'ha vist més de 700.000 vegades a YouTube.

## Aclamacions i honors
El virtuós israelià Ivry Gitlis va descriure el domini del seu instrument per Kim com "un dels jocs més increïbles que he escoltat des que vaig néixer!" El 2016 va guanyar el premi Ivry Gitlis al Festival Le Printemps du Violon de París.

## Transcripcions
Com a compositor, Kim ha creat diverses transcripcions, així com obres per a violí i piano i un concert per a violí estrenat a Cluj-Napoca, Romania el 2017.
Transcripcions i composicions per a violí sol
- Dies Irae (2015)
- Eine Kleine Nachtmusik (2019)
- Highway Star (Deep Purple) (2017)
- Love Me Two Times (The Doors) (2019)
- I Brindisi
- Requiem for Solo Violin
- Air on the G string
- Primer moviment de Symphony No. 5 (Beethoven) (2022)[7]

per a violí i piano
- Three Romances (2012–14)

per a Violí i Orquestra
- Violin Concerto (2017)

El 2018, l'enregistrament de Kim Kimpossible es va publicar amb el segell Sony.

## Estil
Kim és conegut per portar ulleres prismàtiques que va inventar el 2014 i que es creu que milloren l'enfocament i la concentració.